# 平面网格阵列封装

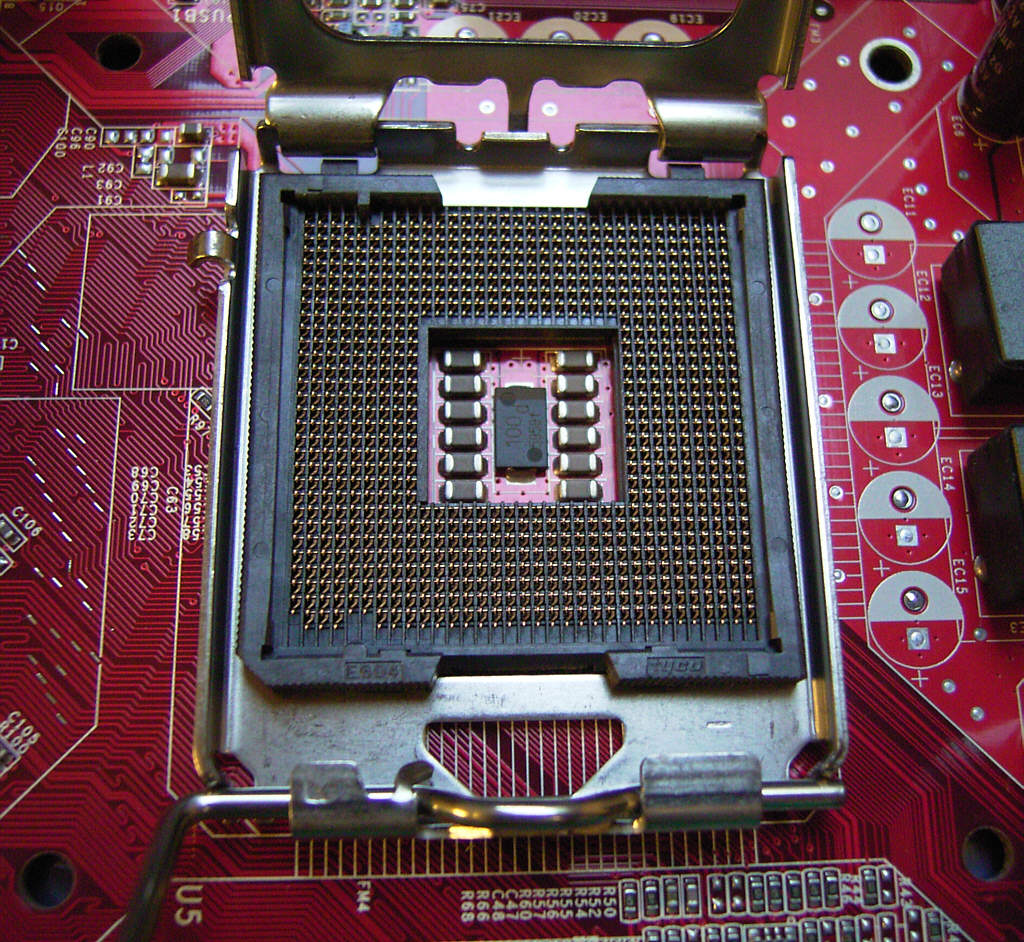
主板上的Socket 775

平面網格陣列封裝（英語：LGA, Land grid array）是一種積體電路的表面安装技术。其特點在於其針腳是位於插座上而非積體電路上。LGA封裝的晶片能被連接到印刷電路板（PCB）上或直接焊接至電路板上。與傳統針腳在積體電路上的封裝方式相比，可減少針腳損壞的問題並可增加腳位。

## 在微處理器中的應用
早在1996年，用於工作站及伺服器的MIPS R10000 和 HP PA-8000 等处理器就已经使用LGA封装。但英特尔从2004年推出LGA 775插座的 Pentium 4 (Prescott) 处理器才开始將LGA用於消費市場。所有 Pentium D 和 Core 2 乃至今天的英特尔台式机处理器都使用LGA封装。从2006年第一季度开始，英特尔开始在服务器领域使用LGA封装。而AMD在2022年發布AM5腳位前，一般只在服务器及高性能领域才使用LGA封装（如 Socket G34，LGA 1944）。

## LGA插槽列表

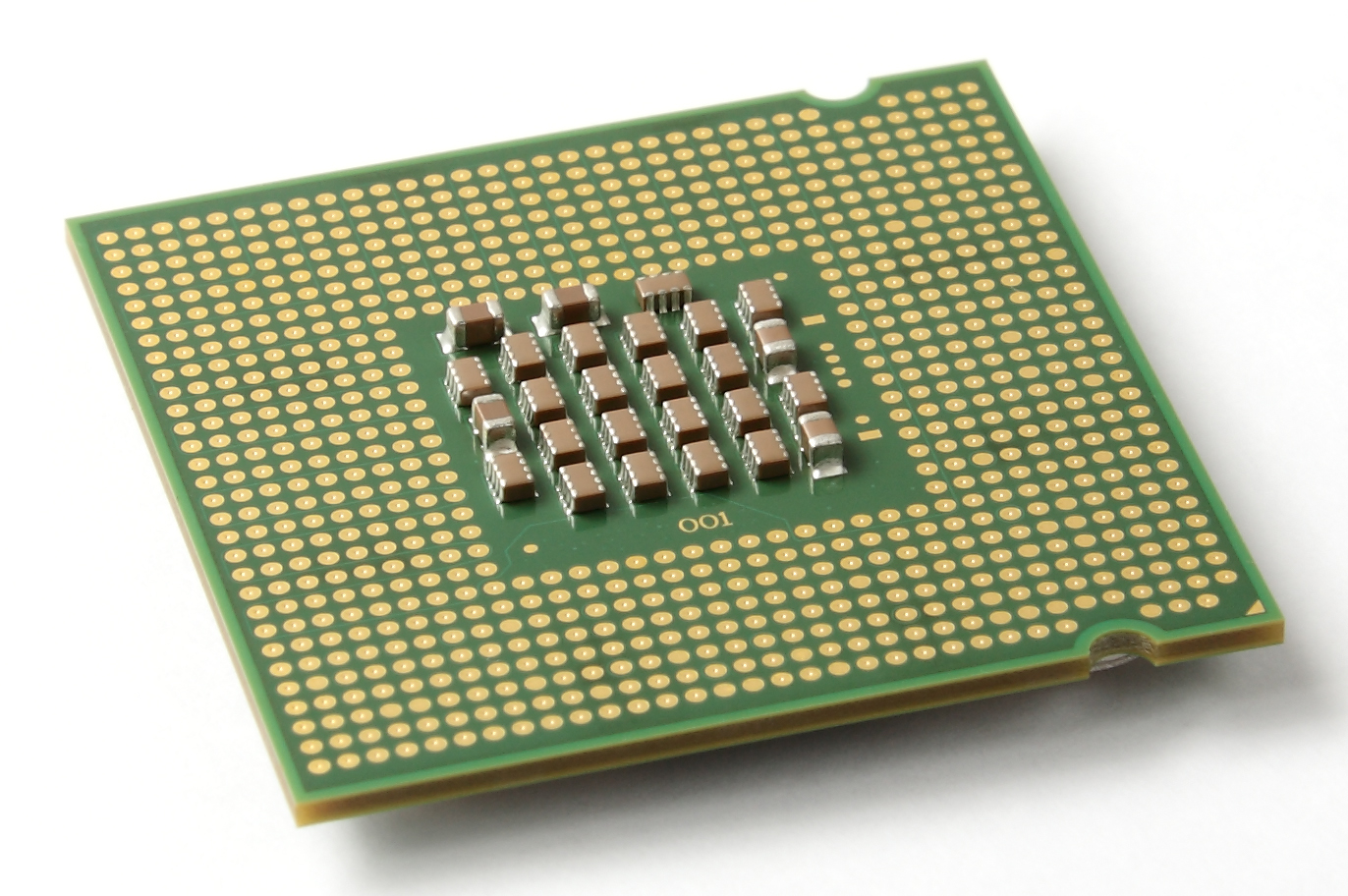
採用LGA 775的Pentium 4處理器

### AMD
- Socket F（LGA 1207）
- Socket C32（LGA 1207）（替代Socket F）
- Socket G34（LGA 1944）
- Socket SP3（LGA 4094）
- Socket TR4（LGA 4094）
- Socket STRX4（LGA4094）
- Socket AM5（LGA1718）

### Intel
- LGA 775（Socket T）
- LGA 771（Socket J）
- LGA 1366（Socket B）
- LGA 1356（Socket B2）
- LGA 1156（Socket H）
- LGA 1155（Socket H2）
- LGA 1150（Socket H3）
- LGA 1151（Socket H4）
- LGA 1200（Socket H5）
- LGA 1700（Socket V）
- LGA 1851（Socket V1）
- LGA 2011（Socket R）
- LGA 2011-3（Socket R3）
- LGA 2066（Socket R4）
- LGA 3647（Socket P）

### IBM
- POWER4
- POWER5
- POWER6
- POWER7
- POWER8

## 外部連結
- theinquirer.net - Socket F to debut in July 2006 （页面存档备份，存于）
- techpowerup.com - Two more pictures of Socket F （页面存档备份，存于）